# Pulmonaria
- Commons
- Wikispecies

Pulmonária (Pulmonaria L.) é um gênero de plantas pertencente à família Boraginaceae.

## Espécies
| Pulmonaria affinis Pulmonaria angustifolia Pulmonaria filarszkyana Pulmonaria kerneri Pulmonaria longifolia Pulmonaria mollis Pulmonaria mollissima Pulmonaria montana | Pulmonaria obscura Pulmonaria officinalis Pulmonaria rubra Pulmonaria saccharata Pulmonaria stiriaca Pulmonaria vallarsae Pulmonaria visianii |

- Lista completa

## Classificação do gênero
| Sistema | Classificação                      | Referência               |
| ------- | ---------------------------------- | ------------------------ |
| Linné   | Classe Pentandria, ordem Monogynia | Species plantarum (1753) |